# Manuel Bento
Manuel Galrinho Bento (Golegã, 25 de junio de 1948 - Barreiro, 1 de marzo de 2007) fue un futbolista portugués, que jugó como guardameta y fue internacional por la selección de Portugal.
Debutó como profesional en el F. C. Barreirense y en 1972 fichó por el S. L. Benfica, en el que permaneció dieciocho años y jugó más de 460 partidos oficiales. Se convirtió en el portero que más títulos ha ganado con el club lisboeta (nueve ligas, seis copas y tres supercopas) y fue elegido futbolista portugués del año en 1977.

## Biografía
Bento comenzó su carrera futbolística como juvenil en las filas del Clube Atlético Riachense y en 1967 debutó como profesional en el Futebol Clube Barreirense, con el que logró ascender en dos ocasiones a la Primera División portuguesa y contribuyó a la mejor etapa de su historia, con una cuarta posición en la temporada 1969-70 y la consolidación en la máxima categoría. Sus actuaciones llamaron la atención del Sport Lisboa e Benfica, uno de los clubes más potentes del país, que le contrató en 1972.
En sus primeros años como benfiquista alternó la titularidad de la portería con José Henrique, hasta que este se retiró en 1976 y pudo convertirse en el titular indiscutible. Ese mismo año también fue convocado por primera vez con la selección de Portugal, asumió la capitanía y tuvo momentos célebres como su papel en la Eurocopa 1984, en la que los lusos llegaron hasta semifinales. En sus veinte años con el Benfica consiguió diez ligas, seis copas y tres supercopas, lo que le convirtió en el hombre que más títulos ha ganado en el club. Además de por su estilo de juego, basado en la sangre fría y en paradas acrobáticas que le valieron el apodo de "Homem de borracha" (Hombre de goma), se hizo reconocible por su característico bigote.
En la Copa Mundial de México 1986 se fracturó el peroné y sufrió una grave lesión de la que nunca se recuperó por completo. Desde ese momento quedó relegado a la suplencia hasta su retirada al término de la temporada 1989/90 a los 42 años, con un último partido frente al Belenenses. Su récord final fue de 464 partidos oficiales y 305 goles encajados.
Tras su retirada, Bento fue entrenador de porteros benfiquista. Después de un intento como técnico en clubes modestos como el Leça F. C. o el União de Coimbra, sin demasiada suerte, volvió al Benfica para ayudar en la formación de las categorías juveniles. Falleció el 1 de marzo de 2007 de forma repentina, a causa de un infarto.

## Selección nacional
Bento fue internacional con la selección de fútbol de Portugal en 63 ocasiones. Su primera convocatoria fue el 16 de octubre de 1976 frente a Polonia en Oporto. Gracias a los éxitos del Benfica se convirtió en el capitán y guardameta titular, en competencia con Vítor Damas.
Saltó a la fama gracias a sus actuaciones en la Eurocopa 1984, donde Portugal dio la sorpresa y llegó a las semifinales. También acudió a la Copa Mundial de México 1986, pero solo jugó un partido porque se rompió el peroné, en lo que fue también su retirada internacional. Como capitán nacional, fue portavoz de los jugadores durante el conflicto que éstos mantuvieron con la Federación Portuguesa en 1986.

### Participaciones en Eurocopas
| Eurocopa      | Sede    | Resultado   | Partidos | Goles recibidos |
| ------------- | ------- | ----------- | -------- | --------------- |
| Eurocopa 1984 | Francia | Semifinales | 4        | 3               |

### Participaciones en Mundiales
| Mundial                        | Sede   | Resultado    | Partidos | Goles recibidos |
| ------------------------------ | ------ | ------------ | -------- | --------------- |
| Copa Mundial de Fútbol de 1986 | México | Primera fase | 1        | 0               |

## Clubes
| Club           | País     | Año         |
| -------------- | -------- | ----------- |
| FC Barreirense | Portugal | 1967 - 1972 |
| SL Benfica     | Portugal | 1972 - 1990 |

## Palmarés

### Campeonatos nacionales
| Título                | Club                   | Lugar    | Año     |
| --------------------- | ---------------------- | -------- | ------- |
| Liga portuguesa       | Sport Lisboa e Benfica | Portugal | 1972-73 |
| Liga portuguesa       | Sport Lisboa e Benfica | Portugal | 1974-75 |
| Liga portuguesa       | Sport Lisboa e Benfica | Portugal | 1975-76 |
| Liga portuguesa       | Sport Lisboa e Benfica | Portugal | 1976-77 |
| Copa de Portugal      | Sport Lisboa e Benfica | Portugal | 1979-80 |
| Supercopa de Portugal | Sport Lisboa e Benfica | Portugal | 1979-80 |
| Liga portuguesa       | Sport Lisboa e Benfica | Portugal | 1980-81 |
| Copa de Portugal      | Sport Lisboa e Benfica | Portugal | 1980-81 |
| Liga portuguesa       | Sport Lisboa e Benfica | Portugal | 1982-83 |
| Copa de Portugal      | Sport Lisboa e Benfica | Portugal | 1982-83 |
| Liga portuguesa       | Sport Lisboa e Benfica | Portugal | 1983-84 |
| Copa de Portugal      | Sport Lisboa e Benfica | Portugal | 1984-85 |
| Supercopa de Portugal | Sport Lisboa e Benfica | Portugal | 1984-85 |
| Copa de Portugal      | Sport Lisboa e Benfica | Portugal | 1985-86 |
| Liga portuguesa       | Sport Lisboa e Benfica | Portugal | 1986-87 |
| Copa de Portugal      | Sport Lisboa e Benfica | Portugal | 1986-87 |
| Liga portuguesa       | Sport Lisboa e Benfica | Portugal | 1988-89 |
| Supercopa de Portugal | Sport Lisboa e Benfica | Portugal | 1988-89 |

### Distinciones individuales
| Distinción                     | Año  |
| ------------------------------ | ---- |
| Futbolista del año en Portugal | 1977 |